# 哈马黑拉岛猪笼草
哈马黑拉岛猪笼草（学名：Nepenthes halmahera）是一种印度尼西亚北马鲁古省哈马黑拉岛特有的热带食虫植物。2015年的研究认为其仅分布于维达湾镍矿项目特许区内海拔10至760米的超基性区域内。但2018年，國際自然保護聯盟的评估发现该物种在维达湾很常见。模式标本曾被鉴定为丹瑟猪笼草（N. danseri）的特殊个体。